# Don Myrick
Don Myrick (6 de abril de 1940 — 30 de julho de 1993) foi um saxofonista estadunidense, que pertencia ao grupo Earth, Wind & Fire.
Myrick foi morto a tiros pelo Departamento de Polícia de Los Angeles em um caso de erro policial.  
A canção "For A Friend", de Phil Collins, lançada no CD Single "We Wait And We Wonder", em 1993, foi uma homenagem ao amigo, onde tocou e participou na maioria de suas canções e shows.  